# خورشیدگرفتگی ۱۴ مارس ۱۸۲۰
خورشیدگرفتگی ۱۴ مارس ۱۸۲۰ (به انگلیسی: Solar eclipse of 14 March 1820) یک خورشیدگرفتگی از نوع خورشیدگرفتگی کلی بود. این خورشیدگرفتگی در تاریخ  ۱۴ مارس ۱۸۲۰ روی داد که زمان اوج آن، ساعت ۱۳:۳۷:۱۵ به‌وقت ساعت هماهنگ جهانی بوده‌است.  مدت‌زمان و طول این خورشیدگرفتگی ۰۳ دقیقه و ۲۰ ثانیه بود.